# Ejstrupholm
Ejstrupholm er en by i Midtjylland med 1.724 indbyggere  (2024), beliggende 31 km sydvest for Silkeborg, 7 km vest for Nørre Snede, 13 km nordøst for Brande og 21 km syd for Ikast. Byen hører til Ikast-Brande Kommune og ligger i Region Midtjylland.
Ejstrupholm hører til Ejstrup Sogn. Ejstrup Kirke ligger i byen.

## Geografi
Holtum Å, der munder ud i Skjern Å, løber øst og nord om byen og gennem Ejstrup Sø, hvor der har været gravet brunkul. Man forsøgte i 1800-tallet at tørlægge søen, men det blev opgivet. Den er nu et rekreativt område med en natursti omkring.

## Faciliteter
- Ejstrupholm Skole har 330 elever, fordelt på 0.-9. klassetrin. Heraf er 22 elever i specialklasser. SFO'en har ca. 100 børn. Skolen har ca. 50 ansatte.[2]
- Ejstrupholm Børnehus startede i 1968 som børnehave og fik i 2016 også en vuggestue.
- Ejstrupholm Hallen blev taget i brug i 1973. Efter en større udvidelse i 1998 er der foruden idrætshallen en aktivitetshal med scene og plads til 100 personer, billardlokale med 2 borde, 3 mødelokaler og cafeteria.[3]
- Ejstrupholm Tennisklub anlagde i 1981 2 tennisbaner ved siden af hallen.
- I 1956 besluttede Danske Afholdsselskabers Landsforbund at bygge en ungdomsskole i Ejstrupholm. En lokal lærer skænkede en grund ved søen, og der blev skaffet midler ved husstandsindsamling. Midtjysk Efterskole blev tegnet af Friis og Moltke og indviet i 1962. Skolen har 34 ansatte.[4]
- Ejstrupholm Hotel er drevet af den samme ejer siden 2010. Hotellet serverer ikke a la carte, men leverer mad ud af huset eller i egne selskabslokaler, der kan rumme 10-130 personer.[5]
- Aktivitets- og Plejecenter Solbakken har ca. 30 ansatte.[6]
- Byen har købmand, slagter, lægehus, tandlæger og afdeling af Jyske Bank.

## Historie
Det høje målebordsblad fra 1800-tallet viser en kro ½ km vest for Ejstrup Kirke.
I 1904 blev Ejstrup beskrevet således: "Ejstrup med Kirke, Præstebolig, Skole, Missionshus (opf. 1902), Forsamlingshus (opf. 1886), Bageri, Købmandshdl., Kro, Mølle, Statstelefon og Dyrlæge;"

### Kommunen
Ejstrup Sogn og Nørre Snede Sogn udgjorde i 1800-tallet én sognekommune. De blev senere skilt, så de var to selvstændige sognekommuner ved kommunalreformen i 1970. Her slog de sig sammen igen og dannede Nørre Snede Kommune, som Ejstrupholm altså hørte til i 1970-2006.

### Stationsbyen
Ejstrupholm fik jernbanestation på Diagonalbanen (1920-1971). Der fandtes i forvejen en Ejstrup Station på Fredericia-Vamdrup-banen, så for at undgå forveksling fik stationen tilføjet "holm", som var det gamle navn på området sydvest for Holtum Ås sving. Senere fik byen navn efter stationen.
Ejstrupholm Station blev jernbaneknudepunkt i 1929-1962, hvor Horsens Vestbaner havde en sidegren fra Rask Mølle til Ejstrupholm. Det lave målebordsblad fra 1900-tallet viser desuden, at stationsbyen havde et elværk og et mejeri.
Fra 1957 var der kun godstrafik på Vestbanen. På Diagonalbanen fortsatte godstrafikken mellem Brande og Hjøllund til 1989. Stationsbygningen er bevaret på Stationsvej 19. Vestbanens tracé er der ikke bevaret meget af ved Ejstrupholm, men Diagonalbanens tracé blev i 1992 overdraget til Naturstyrelsen, som etablerede Funder-Ejstrup Natursti, der følger banetracéet mellem Funder Station og Ejstrupholm, kun afbrudt gennem Hjøllund. Mellem Ejstrupholm og Brande er der en banesti, som kaldes "Den Skæve Bane" - et af Diagonalbanens navne i folkemunde.

## Galleri
- Skulpturer midt i Ejstrupholm
- De to jernbaners bro over Østergade
- Stationsbygningen fra vejsiden
- Banesti øst for stationen - tv. gik Vestbanen